# Teatro degli Stati di Praga
Il Teatro degli Stati di Praga (in ceco Stavovské Divadlo; in tedesco Ständetheater) è uno storico teatro d'opera boemo in stile rococò e stile neoclassico esternamente, tra i più antichi e famosi di tutta l'Europa. Il nome richiama gli "Stati" che costituivano la Corona di Boemia. Venne inaugurato nel 1783 con la rappresentazione del dramma Emilia Galotti di Lessing e in esso si tennero le prime della Sinfonia n. 38 (Mozart) il 19 gennaio 1787, di due celeberrime opere di Mozart: il Don Giovanni il 29 ottobre 1787 e La clemenza di Tito il 6 settembre 1791 e del Concerto per clarinetto e orchestra il successivo 16 ottobre.
L'11 marzo 1796 vi tenne un concerto pianistico Ludwig van Beethoven.
La prima moderna opera ceca, di František Škroup venne messa in scena nel 1826 e nel 1834 la prima esecuzione della Fidlovačka di Josef Kajetán Tyl, comprendente il brano Kde domov můj (Dov'è la mia casa?), eseguito da basso Karel Strakatý, che sarebbe poi diventato l'inno nazionale ceco.
Unito nel 1948 al nuovo Teatro Nazionale, consta di tre complessi artistici - opera, balletto e teatro - che alternano vicendevolmente le loro esibizioni negli altri teatri storici di Praga. Tutte e tre le ensemble selezionano il loro repertorio non solo fra il ricco patrimonio classico, ma prestano attenzione anche sulla produzione artistica moderna.